# 圣母领报广场
43°46′35.21″N 11°15′38.64″E / 43.7764472°N 11.2607333°E
圣母领报广场（Piazza della Santissima Annunziata）是意大利佛罗伦萨一个风格和谐的广场，出于一些伟大的文艺复兴时期建筑师之手。

## 历史
同名的教堂，佛罗伦萨圣母领报大殿（Basilica della Santissima Annunziata），确切地说，在中央门廊后面。在1250年，圣母忠仆会的七个创始人选择在佛罗伦萨城墙以外开阔的乡村地区创建了一座小教堂，

## 建筑

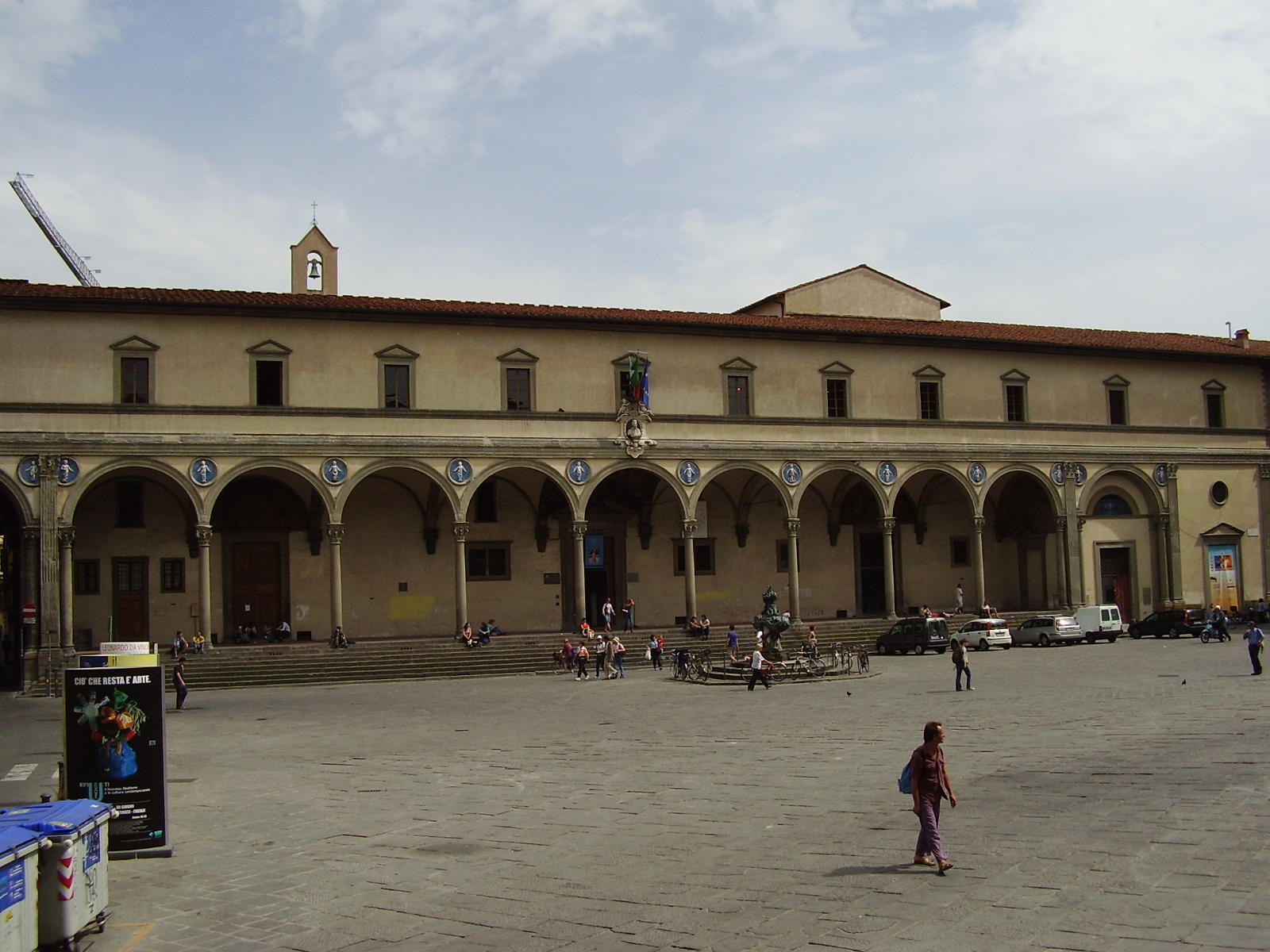
Lo Spedale degli Innocenti

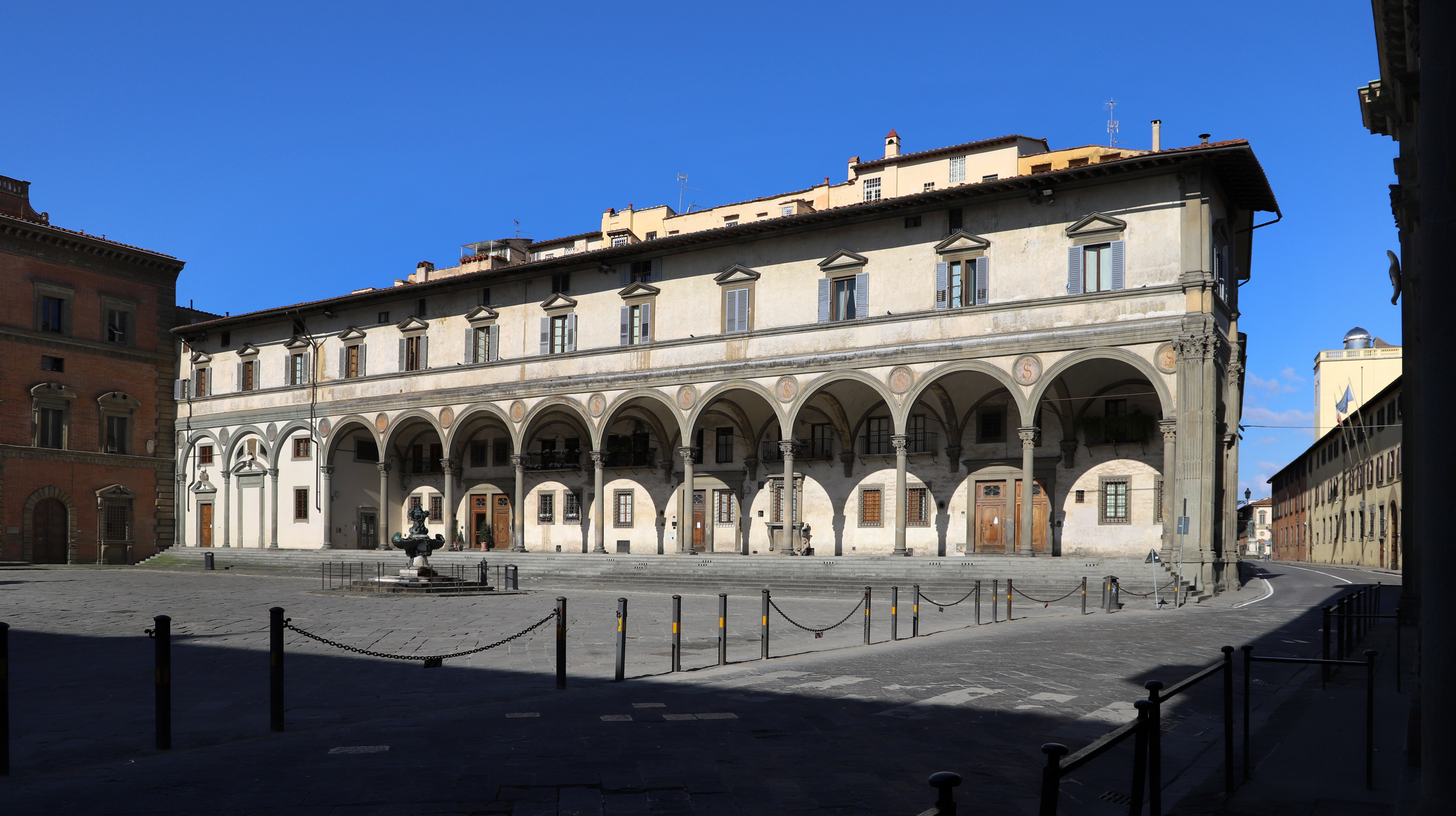
圣母忠仆会门廊

1233年，创立旨在荣耀圣母玛利亚的圣母忠仆会（Servi di Maria）的7个佛罗伦萨年轻人为佛罗伦萨圣母领报大殿奠基。

## 庆祝活动
在新闻第十八届（ [ [左奇]]).]]朱塞佩 

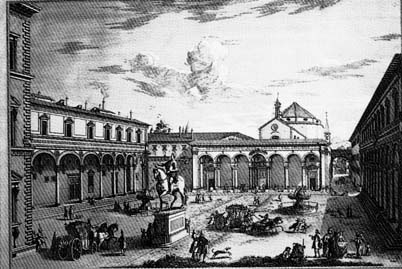
圣母领报广场in una stampa settecentesca (Giuseppe Zocchi).

今天，它仍然是主显节老市场。几年来，由于流浪汉和毒品小贩的出现，这座广场经历了一定程度的退化。 

## 其他图片

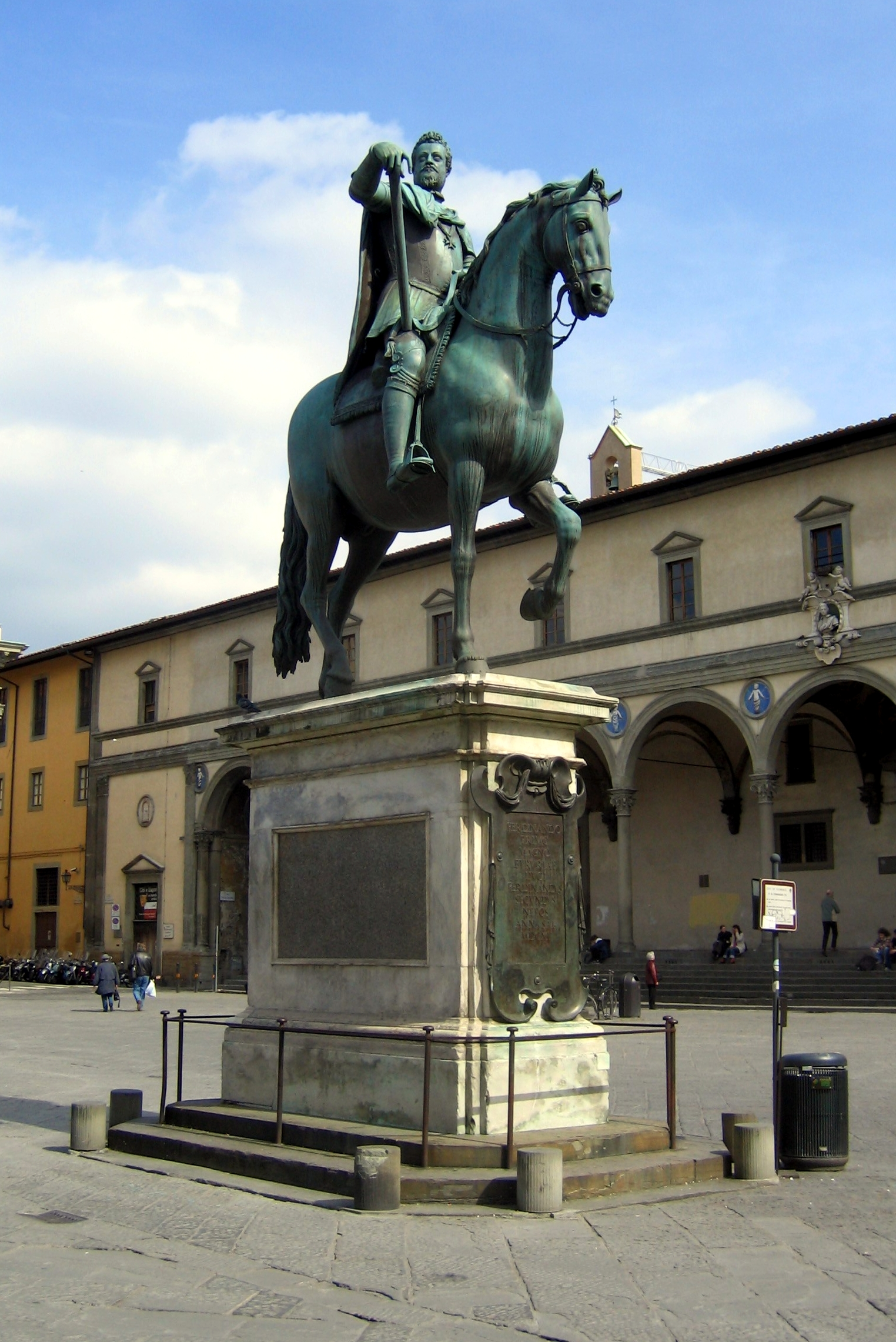
斐迪南一世的骑马雕像
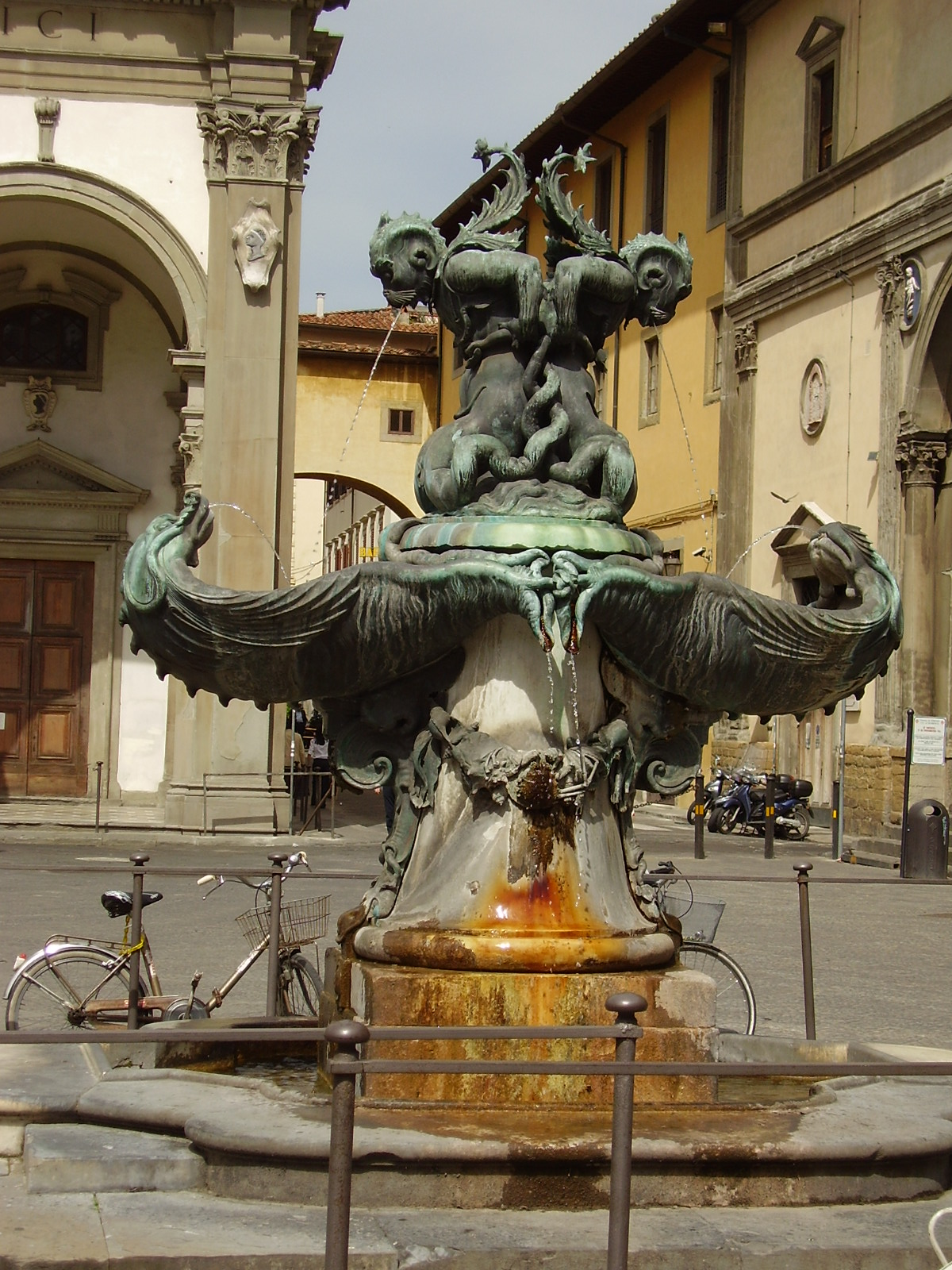
喷泉